# Зимбабвийско-израильские отношения
Израильско-зимбабвийские отношения — международные отношения между Израилем и Зимбабве (ранее - Родезией). Ни одна страна не имеет посла-резидента.

## Отношения Израиля и Родезии
Отношения Израиля и Родезии — исторические международные отношения между Государством Израиль и Родезией в период с 1965 года по 1 июня 1979 года. А также отношения между Израилем и Зимбабве-Родезией в период с 1 июня по 12 декабря 1979 года, за которыми последовали израильско-зимбабвийские отношения, после того как Абель Музорева был смещён с поста премьер-министра.
Родезия находилась большей частью под международными санкциями, так как была тимократией, в которой только люди, владевшие собственностью на сумму более £75 или владевшие шахтой имели право голоса. Таким образом, большинство чернокожих избирателей голосовать не имели права. Такие страны как Израиль, Португалия и Малави не принимали участие в санкциях.
Израиль продавал большое количество автоматов «Узи» Родезии в 1977 году, и даже разрешил им самим открыть производство.
В 1979 году Родезия была переименована в Зимбабве-Родезию, чернокожему населению позволили голосовать и Абель Музорева стал премьер-министром в период с июня по декабрь. Он был свергнут в декабре 1979 года и страна была переименована в Зимбабве. Музорева посетил Израиль в 1983 году, а после возвращения оттуда был арестован и заключён под стражу.

## История
В 1970-х годах Израиль продавал оружие и военное оборудование преимущественно белому правительству Родезии во время войны в Южной Родезии. Родезия стала государством Зимбабве-Родезия в 1979 году, а затем Зимбабве в 1980 году. Новое зимбабвийское правительство Роберта Мугабе поддерживало ООП под руководством Ясира Арафата в 1980-х годах и формально установило отношения с ООП в марте 1983 года. Израильские отношения с ЮАР в 1970-х привели к тому, что Зимбабве высказывалась в поддержку ООП и сравнивала сионизм с апартеидом. Государственное зимбабвийское издание «The Herald» ставило под вопрос законность существования Израиля. В октябре 1983 года Абель Музорева, бывший премьер-министр Зимбабве-Родезии, посетил Израиль. Он призвал Роберта Мугабе установить дипломатические отношения, заявив, что его политика разрушает зимбабвийское сельское хозяйство и технологическую промышленность. В том же году Музорева был заключен под стражу по обвинению в сговоре с Израилем и Южной Африкой.
Израиль и Зимбабве установили формальные дипломатические отношения в 1993 году. В 2001 году парламент Зимбабве проголосовал за принцип «Два государства для двух народов» в палестино-израильском конфликте.

## Коммерческие связи
Зимбабве не является участников бойкотов Израиля. В марте 2002 года израильская компания продала транспортные средства для подавления беспорядков правительству Мугабе. В 2008 году бизнес делегация из Зимбабве посетила Израиль с недельным визитом с целью изучения новых торговых возможностей в сфере сельского хозяйства, телекоммуникаций, косметики и солнечной энергии. Поездка была организована фондом Христианские друзья Израиля в Зимбабве (Christian Friends of Israel Zimbabwe).
На собрании в Тель-Авиве в июне 2010 году Израиль объявил о своей поддержке включения Зимбабве в Схему сертификации процесса Кимберли, заявив, что Зимбабве может удовлетворить почти четверть мирового спроса на алмазы.